# Колосково (Ленинградская область)
Колосково (до 1948 года Лукколанмяки, фин. Lukkolanmäki) — посёлок в Сосновском сельском поселении Приозерского района Ленинградской области.

## Название
Предположительно, название деревни происходит от русского имени Лука — Лукина горка.
Зимой 1948 года деревне Лукколанмяки было присвоено наименование Замково, на основании неправильного перевода с финского (фин. lukko — замок). Через полгода её вторично переименовали в деревню Русская. Но и это название не устоялось. В третий раз деревня получила наименование Колосково с обоснованием: «в память сержанта Колоскова А. П., погибшего 28 июня 1944 года на Карельском перешейке». Деревня Лукколанмяки находилось на расстоянии 35 км от места гибели Александра Петровича Колоскова, погибшего в двадцатипятилетнем возрасте во время боёв около озера Петровского, но захоронен он был именно здесь. Переименование было закреплено указом Президиума ВС РСФСР от 13 января 1949 года. В память о герое в посёлке установлен памятный знак.
Деревня просуществовала несколько лет, а затем исчезла. Название же Колосково перешло на дачный посёлок, выросший близ платформы 78-й км (фин. Mäkrä).

## История

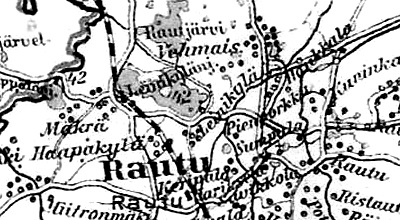
Земли деревни Лукколанмяки на финской карте 1923 года

До 1939 года деревня Лукколанмяки входила в состав волости Рауту Выборгской губернии Финляндской республики. В деревне жили семьи Александровых, Ихалайнен, Карху, Кархулайнен, Керминен, Косонен, Лиус, Партанен, Пекки, Пуустинен и Янтунен. Деревня делилась на хутора: Меннунмяки, Мурронмяки, Кохопяя и Янтусенмяки.
С 1 января 1940 года в составе Карело-Финской ССР.
С 1 августа 1941 года по 31 июля 1944 года финская оккупация.
По данным 1966, 1973 и 1990 годов посёлок Колосково входил в состав Сосновского сельсовета.
В 1997 году в посёлке Колосково Сосновской волости проживали 19 человек, в 2002 году — 42 человека (русские — 91 %).
В 2007 году в посёлке Колосково Сосновского СП проживали 20 человек, в 2010 году — 177 человек.

## География
Посёлок расположен в южной части района на автодороге А121 «Сортавала» (Санкт-Петербург — Сортавала — автомобильная дорога Р-21 «Кола»).
Расстояние до административного центра поселения — 6 км.
В посёлке расположена железнодорожная платформа 79 км.
Посёлок находится на северном берегу Раздолинского и южном берегу Уловного озёр.

## Демография
| 2007 | 2010 | 2017 |
| ---- | ---- | ---- |
| 20   | ↗177 | ↘8   |

## Прочее
В ночь с 29 на 30 июля 2010 года посёлок Колосково оказался в эпицентре урагана, в результате которого было повалено множество деревьев, разрушены дома, выведены из строя системы связи и водоснабжения.

## Улицы
Балтийская, Береговая, Верхняя, Еловая, Еловый переулок, Еловый 1-й переулок, Еловый 3-й переулок, Железнодорожная, Западная, Зелёная, Курортная, Лагерная, Ленинградская, Ленинградское шоссе, Лесная, Лучистая, Набережная, Озерный переулок, Октябрьский переулок, Парковый переулок, Первомайский переулок, Песочная, Пионерский переулок, Садовая, Связи, Северный переулок, Сосновый переулок, Трансформаторный переулок, Тупик переулок, Угловой переулок, Хвойный переулок, Южная, Якорный переулок.